# Condat-sur-Ganaveix
Condat-sur-Ganaveix település Franciaországban, Corrèze megyében. Lakosainak száma 648 fő (2022. január 1.). Condat-sur-Ganaveix Eyburie, Salon-la-Tour, Uzerche, Meilhards, Lamongerie, Espartignac és Les Trois-Saints községekkel határos.

## Népesség
A település népességének változása:
| Lakosok száma | 922  | 726  | 678  | 658  | 639  | 656  | 672  | 688  | 677  | 648  |
|               | 1968 | 1982 | 1990 | 2006 | 2013 | 2015 | 2017 | 2019 | 2020 | 2022 |